# Gina Blay
Gina Blay (sinh ngày 29 tháng 10 năm 1956)  là một nhà báo và nhà ngoại giao Ghana và là người đồng tình với Đảng Yêu nước mới của Ghana. Cô hiện là đại sứ của Ghana tại Đức.

## Đời sống giáo dục
Gina Blay có bằng Cử nhân Nghệ thuật của Đại học Ghana.

## Cuộc sống làm việc
Gina Blay là Giám đốc điều hành của Western Publication Limited, một nhà truyền thông in ấn. Ấn phẩm chính của ngôi nhà là Báo Daily Guide.

## Cuộc chiến với bệnh ung thư
Cô được chẩn đoán mắc bệnh ung thư vú vào năm 2008 và đã được điều trị bằng hóa trị.

## Đại sứ bổ nhiệm
Vào tháng 6 năm 2017, Tổng thống Nana Akuffo-Addo đã chỉ định Gina Blay làm đại sứ của Ghana tại Đức. Cô là một trong số tám người Ghana nổi tiếng khác, những người được chỉ định đứng đầu nhiều cơ quan ngoại giao Ghana khác nhau trên thế giới.

## Cuộc sống cá nhân
Gina Blay đã kết hôn với Chủ tịch Quốc gia của Đảng Yêu nước mới, Freddie Blay.